# Japan International Machine Tool Fair
Japan International Machine Tool Fair (日本国際工作機械見本市, Nippon Kokusai Kōsakukikai Mihon ichi), ook wel bekend als JIMTOF, is een Japanse tentoonstelling van machines en bijbehorende apparatuur. In 1964 was de eerste tentoonstelling in Osaka en in de afgelopen jaren wordt het om de twee jaar gehouden in de Tokyo Big Sight. Bij dit evenement zijn meerdere buitenlandse en Japanse bedrijven aanwezig.
Het doel van de tentoonstelling is het bevorderen van de ontwikkeling van industriële machines en de banden tussen verschillende bedrijven door de verkoop van machines en bijbehorende apparatuur.
De tentoonstelling wordt georganiseerd door het Japanse Ministerie van Buitenlandse Zaken, Japanse Ministerie van Economie, Handel en Industrie en de NHK (Japanse Omroep) en wordt gesteund door de Japan Machine Tool Importers' Association, Japan Forming Machinery Association, Japan Bench Machine Tool Builders' Association, The Japan Solid Cutting Tools' Association, Japan Cemented Carbide Tool Manufacturers' Association, Japan Machine Accessory Association, Japan Precision Measuring Instruments Association, Japan Grinding Wheel Association, Industrial Diamond Association of Japan, Japan Optical Measuring Instruments Manufacturers' Association, Japan Fluid Power Association, Japan Testing Machinery Association en de Japan Gear Manufacturers Association
Het evenement wordt om de twee jaar gehouden in de Tokyo Big Sight van 1 november tot 6 november, waarbij 45.000m² wordt gebruikt voor ongeveer 5.000 stands en ongeveer 150.000 bezoekers.
Voorbeelden van stands zijn:
- Werktuigmachines (metaalsnijden, metaalbuigen)
- Metaalbewerkingsmachines
- Werktuigmachine accessoires.
- Snelstaalmachines
- Hardmetaal gereedschap
- Slijpstenen en bijbehorende.
- Tandwielen
- Hydraulica met water en olie.
- Meetinstrumenten met zeer hoge precisie.
- Optische meetinstrumenten
- Besturingsapparatuur en Software (CAD, CAM, etc...)
- En andere machines, grondstoffen, technologie en publicaties.